# Typhloditha anophthalma
Typhloditha anophthalma är en spindeldjursart som beskrevs av Beier 1955. Typhloditha anophthalma ingår i släktet Typhloditha och familjen Tridenchthoniidae. Inga underarter finns listade i Catalogue of Life.